# Sesselbahn Braunwald – Kleiner Gumen
Die Sesselbahn Braunwald – Kleiner Gumen war der letzte Sessellift in der Schweiz nach dem Von-Roll-Prinzip. Der Betrieb wurde am 3. April 2005 eingestellt. Im Dezember 2007 wurde als Ersatz eine neue Kombibahn in Betrieb genommen. Die Bahn führt von dem Dorf Braunwald im Kanton Glarus auf den Gumen.

## Geschichte
Die Bahn wurde am 1. Januar 1948 in Betrieb genommen, und es waren zeitweise auch Gangloff-Kabinen im Einsatz. Diese waren geschlossen und boten vor schlechtem Wetter Schutz. Die Gangloff-Kabinen mussten jedoch aus Gewichtsgründen wieder ausser Betrieb genommen werden.
Nachdem die Konzession der Bahn am 3. April 2005 ablief, wurde um eine Ausnahmegenehmigung gebeten, die Bahn weiter zu betreiben. Dies wurde jedoch nicht bewilligt, da kein neuer Sicherheitsnachweis erbracht wurde. 2007 wurde die alte Braunwald-Kleiner Gumen-Sesselbahn abgetragen, und es wurde eine neue Kombibahn mit 2er-Sesseln und 4er-Gondeln gebaut. Im Dezember 2007 wurde die neue Bahn in Betrieb genommen. Es wurden die 2er-Sessel, wie die alten Sessel, seitwärts gestellt.

## Technik
Die alte Bahn hatte 23 Stützen, die Fahrbahnlänge war 2084 Meter. Die Talstation war auf 1314 m ü. M., die Bergstation auf 1904 m ü. M. Der Höhenunterschied der Bahn betrug somit 590 Meter. Es waren 86 2er-Sessel im Einsatz.
Die neue Kombibahn hat 19 Stützen, die Fahrbahnlänge beträgt 2031 Meter. Die Talstation und die Bergstation sind auf den gleichen Höhen wie ihre Vorgänger. Der Höhenunterschied beträgt somit wiederum 590 Meter. Es sind 21 4er-Gondeln und 63 2er-Sessel im Einsatz.